# Supercopa de Chile 2020
La Supercopa de Chile 2020, también conocida como «Supercopa Easy 2020», fue la 8.º edición de la competición disputada entre los campeones de la Primera División del año 2019 y de la Copa Chile 2019, correspondiente a la Temporada 2020.
La octava versión de la Supercopa se terminó jugando un 21 de marzo de 2021, producto del retraso que provocó la pandemia del coronavirus en el desarrollo del futbol chileno, en esta versión se enfrentaron el campeón del campeonato del año 2019 Universidad Católica y el campeón de la Copa Chile de 2019, Colo Colo. 
El encuentro se disputó en el Estadio Nacional de Santiago. El encuentro terminó 4 a 2 a favor del conjunto cruzado. Durante el encuentro, los albos iniciaron el encuentro a su favor, por 2 a 0 con goles de Iván Morales y Leonardo Gil, pero el marcador fue remontado por los cruzados con los goles de Fernando Zampedri, Gonzalo Tapia (2) y Marcelino Núñez. Es así como los de la precordillera retienen el título conseguido el 2019, y obtienen la tercera Supercopa de su palmares, transformándose en el equipo más ganador de este torneo.

## Sede
La sede de la competición fue el Estadio Nacional de la ciudad de Santiago en la Región Metropolitana de Chile.

## Participantes
Los equipos participantes serán los equipos que se coronarán campeones del Campeonato Nacional de Primera División y de la Copa Chile de la temporada 2019, respectivamente. Ambos campeones se enfrentarán en partido único, en el Estadio Nacional y sin público por la Pandemia del COVID-19.
| Universidad Católica | Gustavo Poyet     | Campeón de Primera División 2019 |
| Colo-Colo            | Gustavo Quinteros | Campeón de Copa Chile 2019       |

## Partido
| 1          | POR        | Matías Dituro         |       |
| 19         | DEF        | José Pedro Fuenzalida | Salió |
| 5          | DEF        | Valber Huerta         |       |
| 17         | DEF        | Branco Ampuero        |       |
| 24         | DEF        | Alfonso Parot         | Salió |
| 22         | MED        | Juan Leiva            | Salió |
| 8          | MED        | Ignacio Saavedra      |       |
| 11         | MED        | Luciano Aued          |       |
| 20         | DEL        | Gonzalo Tapia         | Salió |
| 9          | DEL        | Fernando Zampedri     |       |
| 15         | DEL        | Gastón Lezcano        | Salió |
| Entrenador | Entrenador | Gustavo Poyet         |       |

| 1          | POR        | Brayan Cortés      |       |
| 2          | DEF        | Jeyson Rojas       |       |
| 28         | DEF        | Felipe Campos      |       |
| 37         | DEF        | Maximiliano Falcón |       |
| 17         | DEF        | Gabriel Suazo      |       |
| 6          | MED        | César Fuentes      |       |
| 20         | MED        | Williams Alarcón   | Salió |
| 8          | MED        | Gabriel Costa      | Salió |
| 11         | DEL        | Marcos Bolados     | Salió |
| 36         | DEL        | Pablo Solari       | Salió |
| 18         | DEL        | Iván Morales       | Salió |
| Entrenador | Entrenador | Gustavo Quinteros  |       |

| 26 | MED | Marcelino Núñez    | 55'   |  |
| 21 | DEF | Raimundo Rebolledo | 55'   |  |
| 30 | DEL | Diego Valencia     | 55'   |  |
| 14 | MED | Juan Fuentes       | 90+2' |  |
| 4  | DEF | Carlos Salomón     | 90+6' |  |

| 5  | MED | Leonardo Gil      | 46' |  |
| 14 | DEL | Martín Rodríguez  | 46' |  |
| 30 | DEL | Ignacio Jara      | 72' |  |
| 21 | DEL | Juan Carlos Gaete | 78' |  |
| 9  | DEL | Javier Parraguez  | 78' |  |

| Anotado | 61' | Fernando Zampedri | 1–2 |
| Anotado | 66' | Gonzalo Tapia     | 2–2 |
| Anotado | 74' | Marcelino Núñez   | 3–2 |
| Anotado | 89' | Gonzalo Tapia     | 4–2 |

| Anotado | 45' | Iván Morales | 0–1 |
| Anotado | 51' | Leonardo Gil | 0–2 |

| Amonestado | 68' | Fernando Zampedri |
| Amonestado | 80' | Gonzalo Tapia     |

| Amonestado | 22' | Jeyson Rojas |
| Amonestado | 45' | Iván Morales |

| Expulsado | 90+3 | Maximiliano Falcón |

| Árbitro             | Roberto Tobar       |
| Árbitros asistentes | Christian Schiemann |
| Árbitros asistentes | Alejandro Molina    |
| Cuarto árbitro      | Juan Lara           |
| VAR                 | Julio Bascuñán      |
| VAR                 | Loreto Toloza       |

| 1          | POR        | Matías Dituro         |       |
| 19         | DEF        | José Pedro Fuenzalida | Salió |
| 5          | DEF        | Valber Huerta         |       |
| 17         | DEF        | Branco Ampuero        |       |
| 24         | DEF        | Alfonso Parot         | Salió |
| 22         | MED        | Juan Leiva            | Salió |
| 8          | MED        | Ignacio Saavedra      |       |
| 11         | MED        | Luciano Aued          |       |
| 20         | DEL        | Gonzalo Tapia         | Salió |
| 9          | DEL        | Fernando Zampedri     |       |
| 15         | DEL        | Gastón Lezcano        | Salió |
| Entrenador | Entrenador | Gustavo Poyet         |       |

| 1          | POR        | Brayan Cortés      |       |
| 2          | DEF        | Jeyson Rojas       |       |
| 28         | DEF        | Felipe Campos      |       |
| 37         | DEF        | Maximiliano Falcón |       |
| 17         | DEF        | Gabriel Suazo      |       |
| 6          | MED        | César Fuentes      |       |
| 20         | MED        | Williams Alarcón   | Salió |
| 8          | MED        | Gabriel Costa      | Salió |
| 11         | DEL        | Marcos Bolados     | Salió |
| 36         | DEL        | Pablo Solari       | Salió |
| 18         | DEL        | Iván Morales       | Salió |
| Entrenador | Entrenador | Gustavo Quinteros  |       |

| 26 | MED | Marcelino Núñez    | 55'   |  |
| 21 | DEF | Raimundo Rebolledo | 55'   |  |
| 30 | DEL | Diego Valencia     | 55'   |  |
| 14 | MED | Juan Fuentes       | 90+2' |  |
| 4  | DEF | Carlos Salomón     | 90+6' |  |

| 5  | MED | Leonardo Gil      | 46' |  |
| 14 | DEL | Martín Rodríguez  | 46' |  |
| 30 | DEL | Ignacio Jara      | 72' |  |
| 21 | DEL | Juan Carlos Gaete | 78' |  |
| 9  | DEL | Javier Parraguez  | 78' |  |

| Anotado | 61' | Fernando Zampedri | 1–2 |
| Anotado | 66' | Gonzalo Tapia     | 2–2 |
| Anotado | 74' | Marcelino Núñez   | 3–2 |
| Anotado | 89' | Gonzalo Tapia     | 4–2 |

| Anotado | 45' | Iván Morales | 0–1 |
| Anotado | 51' | Leonardo Gil | 0–2 |

| Amonestado | 68' | Fernando Zampedri |
| Amonestado | 80' | Gonzalo Tapia     |

| Amonestado | 22' | Jeyson Rojas |
| Amonestado | 45' | Iván Morales |

| Expulsado | 90+3 | Maximiliano Falcón |

| Árbitro             | Roberto Tobar       |
| Árbitros asistentes | Christian Schiemann |
| Árbitros asistentes | Alejandro Molina    |
| Cuarto árbitro      | Juan Lara           |
| VAR                 | Julio Bascuñán      |
| VAR                 | Loreto Toloza       |

## Campeón
|                                  |
| Universidad Católica 3.er título |